# Anton Franz Lamberg-Sprintzenstein
Anton Franz Lamberg-Sprintzenstein (Vienna, 2 agosto 1740 – Vienna, 26 giugno 1822) è stato un diplomatico e collezionista d'arte austriaco.

## Biografia
Lamberg-Sprinzenstein nacque a Vienna in seno ad una nobile famiglia locale. 
Intraprese la carriera diplomatica che lo portò a trascorrere due anni come inviato imperiale alla corte di Torino e sei anni all'ambasciata austriaca a Napoli. Durante questo periodo si dedicò all'archeologia, collezionando più di cinquecento tra antichi vasi greci ed altri oggetti antichi che nel 1815 donò in seguito al Gabinetto delle Antichità di Vienna (oggi parte del Kunsthistorisches Museum nella capitale austriaca). Nel 1807, per il suo impegno a favore dell'archeologia e della cultura antica, divenne membro onorario dell'Accademia di Belle Arti di Vienna e nel 1818, dopo essersi ritirato dal servizio diplomatico, donò alla medesima accademia la collezione di dipinti antichi, tra cui vi erano opere di Tiziano, Velázquez, Guardi, Rembrandt, Jan van Goyen, Jacob van Ruisdael e altri. Attualmente la sua collezione costituisce il nucleo fondamentale della galleria d'arte dell'Accademia di Belle Arti di Vienna.
Lamberg-Sprinzenstein morì a Vienna nel 1822.